# Distremocephalus leonilae
Distremocephalus leonilae är en skalbaggsart som beskrevs av Juan A. Zaragoza 1986. Distremocephalus leonilae ingår i släktet Distremocephalus och familjen Phengodidae. Inga underarter finns listade i Catalogue of Life.